# Campeonato Maranhense de Futebol de 1924
O Campeonato Maranhense de Futebol de 1924 foi a 7º edição da divisão principal do campeonato estadual do Maranhão. O campeão foi o Luso Brasileiro que conquistou seu 5º título na história da competição.

## Premiação
| Campeonato Maranhense de 1924       |
| São Luís                            |
| ----------------------------------- |
| Luso Brasileiro Campeão (5º título) |